# Johann Adolf (Schleswig-Holstein-Gottorf)

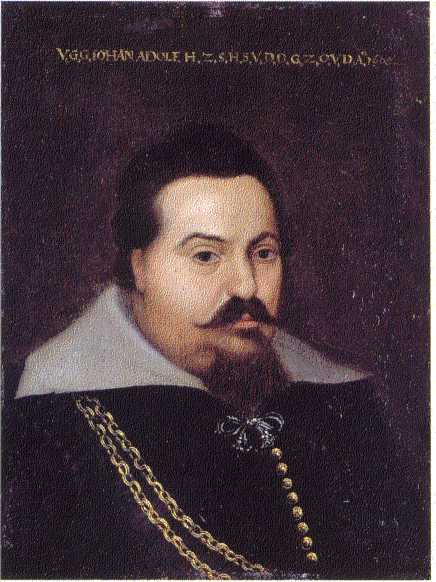
Herzog Johann Adolf

Johann Adolf (* 27. Februar 1575 auf Schloss Gottorf; † 31. März 1616 in Schleswig) war der erste evangelische Fürstbischof von Lübeck (1586–1607) und der zweite evangelische Erwählte Erzbischof des Erzbistums Bremen (1585–1596), sowie Herzog von Schleswig-Holstein-Gottorf (1590–1616).

## Leben
Johann Adolf war das sechste Kind und dritter Sohn von Adolf von Schleswig-Holstein-Gottorf und Christine von Hessen. Er hatte eine Zwillingsschwester Anna, die 1598 die zweite Ehefrau von Enno III. von Ostfriesland wurde.
Er wurde am kryptocalvinistischen hessischen Hof seines Onkels Wilhelm IV. von Hessen-Kassel in Kassel erzogen. Für seine Versorgung erhandelte Caspar Hoyer, der Ratgeber seines Vaters, für den damals Elfjährigen gleich zwei Bischofspfründen. Nach dem Tode seiner beiden älteren Brüder Friedrich II. (1568–1587) und Philipp (1570–1590) wurde Johann Adolf mit 15 Jahren Herzog von Schleswig-Holstein-Gottorf. Später gab er beide Bistümer an seinen jüngsten Bruder Johann Friedrich ab.
Unterstützt von einheimischen und hessischen Räten gelang Johann Adolf eine Neuorganisation des gottorfischen Staates. Gemeinsam mit dem dänischen König Christian IV., dessen Schwester Augusta er heiratete, drängte er den Einfluss der Stände in den Herzogtümern Schleswig und Holstein durch die Einführung der Primogenitur zurück.
In religiösen Fragen entfremdete Johann Adolf sich durch seine Zuneigung zum als vornehmer geltenden Calvinismus von Ehefrau und Schwager. Nachdem er 1610 den lutherischen Generalsuperintendenten und Hofprediger Jacob Fabricius durch den reformierten Philipp Caesar ersetzt hatte, besuchte die lutherisch orthodoxe Augusta den Gottesdienst nicht mehr in der Schlosskapelle, sondern im Schleswiger Dom. Sobald Herzog Johann Adolf 1616 verstorben war, erreichte sie die Entlassung Caesars und die Wiedereinsetzung von Fabricius in sein Amt.
Schon bald nach seinem Regierungsantritt begann Johann Adolf mit dem Ausbau von Schloss Gottorf, wo er auch Münzen und Waffen sammelte und durch den Bibliothekar Heinrich Lindenbrog eine große Bibliothek anlegen ließ. Um die hohen Ausgaben für seine Baumaßnahmen und das luxuriöse Leben am Hof auszugleichen, verschuldete er sich stark und musste den Darlehengebern große Teile seines Landes als Pfand überlassen. Besonders großzügig lieh ihm seine Schwiegermutter, die dänische Königin Sophie. In den Ämtern Kiel, Bordesholm, Lügumkloster und Apenrade, die er ihr für insgesamt 300.000 Reichstaler überschrieb, brach sie mit der Praxis, Adlige als Amtmänner einzusetzen, einem Vorbild, dem Johann Adolf folgte, da er dadurch einerseits Geld sparen, andererseits den in Dänemark traditionell sehr starken Einfluss des Adels beschneiden konnte.

## Nachkommen
Er heiratete am 30. August 1595 in Kopenhagen Augusta (* 8. April 1580; † 5. Februar 1639), die Tochter des dänischen Königs Friedrich II. Gemeinsam hatten das Paar folgende Kinder:
- Friedrich III. (* 22. Dezember 1597; † 10. August 1659), Herzog von Schleswig-Holstein-Gottorf
- Elisabeth Sofie (* 12. Dezember 1599; † 25. November 1627) ⚭ Herzog August von Sachsen-Lauenburg
- Adolf (* 15. September 1600; † 19. September 1631)
- Dorothea Auguste (* 12. Mai 1602; † 13. März 1682) ⚭ Herzog Joachim Ernst von Schleswig-Holstein-Plön (1595–1671)
- Hedwig (* 23. Dezember 1603; † 22. März 1657) ⚭ Pfalzgraf August von Sulzbach
- Anna (* 19. Dezember 1604; † 20. März 1623)
- Johann (* 18. März 1606; † 21. Februar 1655)
- Christian (* 1. Dezember 1609)